# Casper – Verzauberte Weihnachten
Casper – Verzauberte Weihnachten (Originaltitel: Casper’s Haunted Christmas) ist ein US-amerikanischer Zeichentrickfilm. Regie führte Owen Hurley. Der Film wurde im Jahr 2000 uraufgeführt.

## Handlung
Geist Casper kann es nicht leiden, Menschen Angst einzujagen. Doch genau das wird später für ihn zum Verhängnis. Dies müssen nämlich alle Geister pro Jahr mindestens einmal machen. Die drei Onkel von Casper fallen in ein anderes Extrem. Sie verbreiten illegalerweise nur Schrecken. Kibosh, der Herrscher von allen Geistern, stellt den Vieren ein Ultimatum bis Weihnachten – wenn Casper bis zu dem Zeitpunkt niemanden erschreckt, wird er in die ewige Dunkelheit verbannt. Seinen Onkeln blüht genau dasselbe Schicksal, nur dass die drei bis Weihnachten niemanden erschrecken dürfen. Das führt zu einigen lustigen Ereignissen und Verwicklungen. Schließlich liegt es alleine an Casper, alles wieder in Ordnung zu bringen.

## Synchronisation
Die deutschsprachige Synchronisation entstand bei der EuroSync in Berlin.
| Rolle           | Englischer Sprecher  | Deutscher Sprecher        |
| --------------- | -------------------- | ------------------------- |
| Casper          | Brendon Ryan Barrett | Constantin von Jascheroff |
| Carol Jollimore | Kathleen Barr        | Heike Beeck               |
| Little Kid      | Ian James Corlett    |                           |
| Erzähler        | David Kaye           | Gerhard Paul              |
| Fatso           | Graeme Kingston      | Helmut Krauss             |
| Stinkie         | Terry Klassen        | Michael Pan               |
| Stretch         | Scott McNeil         | Georg Tryphon             |
| Noel Jollimore  | Scott McNeil         | Detlef Bierstedt          |
| Holly Jollimore | Tegan Moss           | Marie-Luise Schramm       |
| Kibosh          | Colin Murdock        | Tilo Schmitz              |
| Poil            | Tabitha St. Germain  | Jill Böttcher             |
| Snivel          | Lee Tockar           | Bernd Schramm             |
| Spooky          | Sam Vincent          | David Turba               |